# Saul Steinberg
Saul Erik Steinberg (15 de Junho de 1914 - 12 de Maio de 1999), cartunista judeu norte-americano, nascido na Romênia.
Foi um cartunista famoso, principalmente por suas ilustrações para a revista estadunidense The New Yorker.
Artista romeno de nascimento, foi um dos mais importantes artistas do século XX. Desenhista e cartunista do meio editorial de 1936 a 1999, ele percorreu considerável parte do século XX publicando em revistas de destaque do cenário mundial, em especial na The New Yorker, mas também em Life, Time, Harper's Bazaar, entre outras.
A famosa capa para a The New Yorker que mostrava a visão do mundo segundo o americano médio, "O mundo visto da 9.a Avenida" (View of the World from 9th Avenue) foi uma das imagens mais plagiadas das artes gráficas. Também importante referência de seu trabalho foi o personagem anônimo de seus cartuns, um homenzinho narigudo que provavelmente inspirou boa parte da produção posterior do cartum, animação e propaganda.
Sua influência é perceptível na obra de muitos artistas gráficos. Steinberg participou de uma ruptura na cultura do desenho editorial, desenvolvendo um trabalho de maior amplitude gráfica, maior integração entre forma e conteúdo, e ausência de palavras. Desta ruptura tomaram parte cartunistas estrangeiros como André François e Tomi Ungerer, como os brasileiros da geração Pasquim, Millôr Fernandes, Ziraldo, Jaguar, entre muitos outros.
Cartunista híbrido que transitou por revistas e galerias, seu desenho é simples, sintético, de traço fino feito à caneta, um dos aspectos fundamentais do cartum moderno. O humor mudo também foi objeto de atenção dos pesquisadores, pois se mostra presente em praticamente todo o seu trabalho a partir dos cartuns para a The New Yorker, fruto da busca do cartunista em explorar os aspectos gráficos dos desenhos. Outro aspecto observado em seus trabalhos diz respeito à ilusão gráfica, ou seja, o uso dos recursos de ambiguidade e imagens duplas. A obra The Line, criada em 1953 para um mural em Milão, marca um divisor de águas, inaugurando um maior interesse de Steinberg por ambiguidades gráficas (1953-1959). E em meados dos anos 60 seu estilo de desenhos urbanos feitos em cenários explosivos inspirados na história em quadrinhos underground.

## Família
Criado em uma família de classe média judaica, Saul Steinberg passou sua juventude na Romênia, iniciando os estudos de graduação em filosofia em Bucareste. Em 1933 partiu para Milão, onde se formou em arquitetura na Escola Politécnica. O período italiano (1933-1941) deixou uma marca importante na vida de Steinberg, que ao longo de sua vida manteve contatos com artistas e intelectuais italianos (principalmente Aldo Buzzi), retornando várias vezes para trabalhar na Itália. No país, estreou como cartunista profissional na revista Bertoldo. Em 1940, devido às leis raciais antissemitas, foi forçado a deixar a Itália, dirigindo-se para os Estados Unidos, onde começou a trabalhar para a The New Yorker. Era o início de uma parceria frutuosa (642 ilustrações e 85 coberturas), que durou cerca de sessenta anos.
Em 1943, adquirindo a cidadania americana, alistou-se na Marinha, passando os anos da Segunda Guerra Mundial entre o Extremo Oriente, África e Itália. Nas décadas seguintes, ele viajou extensivamente para a África, América e Europa, além de viver em Paris, Hollywood e na Itália, consolidando sua reputação. Em 1952 visitou o Brasil, expondo no Museu de Arte de São Paulo.
No mestrado do ilustrador paulistano Daniel Bueno, defendido na Faculdade de Arquitetura e Urbanismo da Universidade de São Paulo, ele afirma que a mostra de Steinberg em 1952 ajudou a fazer com que se tornasse a primeira referência de vários desenhistas daqui: "Diria que o cartum de Steinberg foi uma das maiores referências desde gênero moderno de cartum que passou a ser produzido: mais gráfico, mudo, sintético, abstrato". O pesquisador paulistano deixa claro que Steinberg não é o criador do humor mudo. Mas ter feito cartuns menos realistas e mais abstratos e metafóricos funcionou como um divisor de águas na área.

## Temas
Os temas caros ao artista são muitos, mas giram em torno da consciência "da linha é uma linha": cada pessoa e cada personagem que vem da caneta de Steinberg está consciente de ser desenhada. Outros temas: a identidade construída (passaportes e documentos falsos, impressões digitais, máscaras, reflexos), o da vida social (em muitos trabalhos dedicados à vida pública americana, em desfiles), as palavras (nas representações de verbos e adjetivos como personagens de banda desenhada na representação de linguagens).
Seus desenhos foram expostos em mais de 80 exposições individuais e agora estão preservados em diversos museus de arte moderna em Israel, Europa e Estados Unidos. Além do cartum, Steinberg praticava uma forma altamente pessoal da escultura, criando máscaras em materiais diversos.